# 54式魚雷
試製54式魚雷（しせい54しきぎょらい）は、技術研究本部が開発した魚雷。開発中の呼称はG-1 - 4B。

## 概要
海上自衛隊では、創設翌年の1955年にガトー級潜水艦「くろしお」（旧米「ミンゴ」）とともにMk.14魚雷の供与を受けて、長魚雷の運用に着手した。これに先駆けた昭和28年度計画で、当時の警備隊は丙型警備船（魚雷艇）の整備を計画し、同年よりこれに搭載するための長魚雷の開発に着手した。
開発にあたっては、当時の情勢を考慮して音響標的と呼称され、保安庁技術研究本部（技研）の主導のもと、大日本帝国海軍時代に魚雷開発に当たっていた三菱重工業長崎造船所を中心に、誘導システムは日本電気（NEC）、また動力用電池や電動機に関連して国内主要メーカーのほとんどが参加しており、1955年3月に試作機が完成した。なお開発にあたっては、ドイツのG7シリーズの音響誘導魚雷がモデルとされたほか、特に誘導システムに関してはアメリカ製のMk.32短魚雷が参考にされたとされている。
まず魚雷艇向けとして、直進式の試製54式1型が開発された。しかし魚雷艇での実用試験では、射点沈没（発射地点での海底突入）など致命的な問題が続発したことから、これらを解決するとともに水平ホーミング誘導システムを導入した試製54式2型が開発された。これは警備艦の試製54式53センチ4連装水上発射管HO-401から発射するものであったが、やはり魚雷本体の強度不足や誘導性能の不十分さなどの問題があり、短期間で試製54式3型の開発に移行した。3型はそれまでの成果の集大成と位置づけられ、磁歪素子を4列4段に配置した受波器による3次元パッシブ・ホーミング誘導システムを導入した。
昭和33年度から昭和35年度にかけて約60本が生産され、主としてあやなみ型・あきづき型護衛艦に搭載されたが、やはり魚雷亡失等の問題は残っていた。続いて、3型をもとに潜水艦用として開発されたのが3型改1で、1966年3月に実用試験を終了し、60本以上と、試製54式シリーズでは最多数が生産された。また誘導システムの信頼性なども向上していたことから、潜水艦のみにとどまらず、きたかみ型護衛艦にも搭載された。ただし想定された敵は第二次世界大戦レベルの潜水艦であり、高速化著しい当時の潜水艦に対しては性能不十分だったとも考えられている。